# Coppa Acerbo 1931
La Coppa Acerbo 1931 è stata una corsa automobilistica di velocità in circuito.

## Vetture
Vetture iscritte alla gara.
| Costruttore | Vettura       | Cilindrata                      |
| ----------- | ------------- | ------------------------------- |
| Alfa Romeo  | Tipo A        | 1750 cc - 6 cilindri (2 motori) |
| Alfa Romeo  | 8C 2300 Monza | 2300 cc - 8 cilindri            |
| Bugatti     | T 35C         | 2000 cc - 8 cilindri            |
| Bugatti     | T 35B         | 2300 cc - 8 cilindri            |
| Bugatti     | T 51          | 2300 cc - 8 cilindri            |
| Maserati    | 26            | 1500 cc - 8 cilindri            |
| Maserati    | 26M           | 2500 cc - 8 cilindri            |
| Maserati    | 26M           | 2800 cc - 8 cilindri            |
| Maserati    | V4            | 4000 cc - 16 cilindri           |
| Talbot      | 700           | 1500 cc - 8 cilindri            |

## Gara

### Griglia di partenza
Posizionamento dei piloti alla partenza della gara.
| Prima fila   | 3 Pos.                     | 2 Pos.                               | 1 Pos.                      |
| ------------ | -------------------------- | ------------------------------------ | --------------------------- |
|              | Pietro Ghersi Bugatti      | Francesco Severi Alfa Romeo          | Giuseppe Campari Alfa Romeo |
| Seconda fila | 6 Pos.                     | 5 Pos.                               | 4 Pos.                      |
|              | René Dreyfus Maserati      | Mario Umberto Borzacchini Alfa Romeo | Umberto Klinger Maserati    |
| Terza fila   | 9 Pos.                     | 8 Pos.                               | 7 Pos.                      |
|              | Luigi Fagioli Maserati     | Ernesto Maserati Maserati            | Tazio Nuvolari Alfa Romeo   |
| Quarta fila  | 12 Pos.                    | 11 Pos.                              | 10 Pos.                     |
|              | Guido Sebastiani Maserati  | Achille Varzi Bugatti                | Louis Chiron Bugatti        |
| Quinta fila  | 15 Pos.                    | 14 Pos.                              | 13 Pos.                     |
|              | Clemente Biondetti Bugatti | Amedeo Ruggeri Talbot                | Renato Balestrero Bugatti   |

### Risultati
Risultati finali della gara.
| Pos | Nr | Pilota                    | Scuderia                   | Vettura                  | Giri | Tempo/Ritiro |
| --- | -- | ------------------------- | -------------------------- | ------------------------ | ---- | ------------ |
| 1   | 32 | Giuseppe Campari          | Scuderia Ferrari           | Alfa Romeo Tipo A        | 12   | 2h19'42"4    |
| 2   | 56 | Louis Chiron              | Automobiles Ettore Bugatti | Bugatti T 51             | 12   | 2h21'49"4    |
| 3   | 50 | Tazio Nuvolari            | Scuderia Ferrari           | Alfa Romeo Tipo A        | 12   | 2h25'17"8    |
| 4   | 58 | Achille Varzi             | Automobiles Ettore Bugatti | Bugatti T 51             | 12   | 2h26'35"6    |
| 5   | 54 | Luigi Fagioli             | Officine Alfiero Maserati  | Maserati 26 M (2800 cc)  | 12   | 2h28'14"6    |
| 6   | 34 | Francesco Severi          | Scuderia Ferrari           | Alfa Romeo 8C 2300 Monza | 12   | 2h29'36"2    |
| 7   | 42 | Umberto Klinger           | Officine Alfiero Maserati  | Maserati 26 M (2500 cc)  | 11   | 2h30'51"8    |
| 8   | 68 | Renato Balestrero         | Privato                    | Bugatti T 35C            | 11   | 2h32'03"0    |
| 9   | 36 | Pietro Ghersi             | Privato                    | Bugatti T 35B            | 11   | 2h39'47"0    |
| 10  | 64 | Guido Sebastiani          | Privato                    | Maserati 26              | 7    |              |
| Rit | 72 | Amedeo Ruggeri            | Privato                    | Talbot 700               | 6    |              |
| Rit | 78 | Clemente Biondetti        | Privato                    | Bugatti T 35C            | 4    |              |
| Rit | 52 | Ernesto Maserati          | Officine Alfiero Maserati  | Maserati V4              | 4    |              |
| Rit | 46 | Mario Umberto Borzacchini | Scuderia Ferrari           | Alfa Romeo 8C 2300 Monza | 2    |              |
| Rit | 48 | René Dreyfus              | Officine Alfiero Maserati  | Maserati 26 M (2500 cc)  | 0    |              |

Note
Giro veloce:  Tazio Nuvolari (11'24"4 nel giro 4).

## Altre gare

### Coppa Città di Pescara
La Coppa Città di Pescara 1931 è stata una corsa automobilistica di velocità in circuito disputata il 15 agosto 1931, il giorno precedente la Coppa Acerbo ma sul medesimo Circuito di Pescara, riservata alle vetture entro i 1100 cc di cilindrata. Risultati finali della gara.
| Pos | Nr | Pilota             | Scuderia | Vettura          | Giri | Tempo/Ritiro |
| --- | -- | ------------------ | -------- | ---------------- | ---- | ------------ |
| 1   | 18 | Louis Decaroli     | Privato  | Salmson          | 4    | 56'10"6      |
| 2   | 6  | Gerolamo Ferrari   | Privato  | Talbot           | 4    | 56'56"0      |
| 3   | 23 | Francesco Matrullo | Privato  | Salmson          | 4    | 58'26"6      |
| 4   | 10 | Luigi Platè        | Privato  | BNC              | 4    | 1h02'45"8    |
| 5   | 14 | Filippo Ardizzone  | Privato  | Delage           | 4    | 1h09'04"2    |
| Rit | 12 | Luigi del Re       | Privato  | Fiat-Lombard AL3 | 3    |              |
| Rit | 22 | Albino Pratesi     | Privato  | Salmson          | 2    |              |
| Rit | 26 | Daniel Dourel      | Privato  | Amilcar          | 1    |              |
| Rit | 16 | Gigi Premoli       | Privato  | Salmson          | 0    |              |
| Rit | 4  | Piero Bucci        | Privato  | Lombard AL3      | 0    |              |

Note
Giro veloce:  Louis Decaroli (13'36"4 nel giro 4).

### Premio Adriatico
Il Premio Adriatico 1931 è stato una corsa automobilistica di regolarità in circuito disputata il 16 agosto 1931, lo stesso giorno della Coppa Acerbo e sul medesimo Circuito di Pescara. Risultati finali parziali della gara.
| Pos | Classe | Nr | Pilota      | Scuderia | Vettura            | Punti  |
| --- | ------ | -- | ----------- | -------- | ------------------ | ------ |
| 1   |        |    |             |          |                    |        |
| 2   |        |    |             |          |                    |        |
| 3   | +1100  | 30 | Nino Farina | Privato  | Alfa Romeo 6C 1500 | 24,960 |